# Fernando Tell
Fernando Vicente Tell (* 22. Januar 1921 in María Susana, Departamento San Martín (Santa Fe); † 29. März 1995 in Rosario) war ein argentinischer Bandoneonist und Tangokomponist.

## Leben
Tell debütierte sechzehnjährig in Rosario in der Formation José Salas und der seines Bruders Domingo Sala. Anfang der 1940er Jahre ging er nach Buenos Aires. Dort spielte er zunächst kurze Zeit in den Orchestern von Miguel Padula und von Edgardo Donato. 1944 wurde er Leadbandoneonist bei Antonio Rodio, und im Folgejahr schloss er sich einer von Astor Piazolla geleiteten Gruppe an, die den Sänger Francisco Fiorentino begleitete. Von 1947 bis 1948 war er Mitglied im Orquesta Francini-Pontier. Bis 1959 gehörte er dann dem Orchester Aníbal Troilos an, darauf wechselte er zu Osvaldo Fresedo.
1960 reiste Tell nach Japan. Er blieb dort drei Jahre lang, trat mit namhaften Orchestern in mehreren Städten das Landes auf und nahm u. a. mit dem Orquesta Típica Tokio mehr als 80 Titel auf. Bei King Records veröffentlichte er drei LPs mit eigenen Kompositionen. Nach seiner Rückkehr arbeitete er erneut mit Troilo zusammen. 1995 nahm er sich in seiner Wohnung in Rosario das Leben.

## Kompositionen
- Don Ángel
- Del campo y la ciudad (aufgenommen vom Orchester Carlos Figaris)
- Mientras caía el telón (aufgenommen von Aldo Calderón mit seinem von Ismael Spitalnik geleiteten Orchester)
- La huella (aufgenommen von Edmundo Rivero)
- Añoranzas
- Regalón